# (131245) Bakich
(131245) Bakich est un astéroïde de la ceinture principale.

## Description
(131245) Bakich est un astéroïde de la ceinture principale. Il fut découvert le 16 mars 2001 à l'observatoire Junk Bond par David Healy. Il présente une orbite caractérisée par un demi-grand axe de 2,79 UA, une excentricité de 0,08 et une inclinaison de 4,3° par rapport à l'écliptique.

## Compléments